# Паладе, Джордж
Джордж Эмиль Пала́де (рум. George Emil Palade; 19 ноября 1912, город Яссы, Румыния — 8 октября 2008, Дель Мар, Калифорния, США) — американский специалист по клеточной биологии. В 1974 году, совместно с двумя коллегами получил Нобелевскую премию по физиологии или медицине «за открытия, касающиеся структурной и функциональной организации клетки».
Изучил секреторный цикл клетки, на примере клеток поджелудочной железы, используя меченные аминокислоты.
Этапы внутриклеточного транспорта:
- 0 мин — введение радиоактивной метки
- 3 мин — ЭПС (начало синтеза белка)
- 17 мин — транспортный пузырек (готовый продукт)
- 35 мин — АГ (транс-часть)
- 1-1,5 ч — секреторный пузырек (экзоцистоз)

Член Национальной академии наук США (1961), Папской академии наук (1975), иностранный член Лондонского королевского общества (1984).
В 1992 году подписал «Предупреждение человечеству».

## Награды и признание
- 1966 — Премия Альберта Ласкера за фундаментальные медицинские исследования
- 1967 — Международная премия Гайрднера
- 1970 — Премия Луизы Гросс Хорвиц
- 1971 — Премия Диксона
- 1974 — Нобелевская премия по физиологии или медицине
- 1981 — Медаль Уилсона
- 1985 — Медаль Шлейдена[нем.]
- 1986 — Национальная научная медаль США
- 2000 — Большой крест ордена Звезды Румынии[6]
- 2007 — Цепь ордена Звезды Румынии[7]